# Dead to Fall
Dead To Fall is een Amerikaanse metalcore band uit Chicago en Minneapolis.
De band is opgericht in 1999 en heeft een platencontract bij het label Victory Records. De band staat vooral bekend als een metalcoreband, met invloeden uit de Swedish Metal, Hardcore en deathmetal.

## Discografie
Studioalbums
- 2002: Everything I Touch Falls To Pieces
- 2004: Villainy & Virtue
- 2006: The Phoenix Throne
- 2008: Are You Serious?

## bandleden
- Jonathan D. Hunt - vocalen
- Logan Kelly (Nehemiah, Coma Eternal) - gitaar
- Phil Merriman (Temporary replacement) - gitaar
- Chad M. Fjerstad (Nehemiah) - basgitaar
- Tim Java (With Dead Hands Rising) - drums